# Abatutu
Abatutu (Tutubuntu) is een kater en acteur. Hij heeft de hoofdrol gespeeld in De Wilde Stad.
Op 1 oktober 2018 kreeg Abatutu op het Nederlands Film Festival de eerste Nederlandse oeuvreprijs voor een dier in de film. Hij werd tijdens de uitreiking “de Verborgen Parel van de Nederlandse Film” genoemd.

## Biografie
Abatutu is een Europese korthaar, met een cypers-bruine vacht en een witte bef en snoet. Als kitten verhuisde hij, samen met zijn zus Chui, van Goeree-Overflakkee naar Amsterdam. Hier heeft zijn eigenaar Sabine van der Helm hem getraind voor filmsets. Dit deed Van der Helm door hem van jongs af aan mee te nemen de stad in aan een riempje of in een mandje op de fiets.
Abatutu heeft een zus, Chui. Zij was in 2019 te zien in de kerstcommercial van Jumbo. Zowel Chui als Abatutu valt onder het castingbureau Catvertise.

## Filmografie
| Jaar | Titel                     | Rol             | Type             |
| ---- | ------------------------- | --------------- | ---------------- |
| 2012 | VRijland                  | kat             | tv-serie         |
| 2013 | Wiplala                   | kat             | tv-serie         |
| 2015 | Dokter Tinus              | kat             | tv-serie         |
| 2018 | De Wilde Stad             | hoofdrol        | film             |
| 2018 | Don Quichot               | toekijkende kat | dansvoorstelling |
| 2019 | Albert Heijn-commercial   | muis            | commercial       |
| 2019 | KIA kerst-commercial 2019 | kat             | commercial       |
| 2021 | Poeslief                  | hoofdrol        | film             |